# Федір Євлашовський
Федір Євлашовський (7 лютого 1546 —1616) — письменник-мемуарист, правник, державний діяч часів Великого князівства Литовського та Речі Посполитої.

## Життєпис
Походив з дрібної шляхти. народився у місті Ляховичі у 1546 році. Самостійно здобув освіту. особливо знався на правництві, діловодстві, математиці. У 1564 році під час Лівонської війни брав участь у битві на річці Уле, після якої залишив військову службу, переконавшись у безглуздості воєн. Згодом став прихильником протестантизму, отримав протекцію від магнатів Миколая Радзивілла-Сирітки, Яна Ходкевича, Костянтина Острозького. Останні доручали йому вести важливі судові справи.
У 1569 році брав участь у Люблінському сеймі, де підтримував створення Речі Посполитої. Згодом служив при канцелярії Сигізмунда II Августа. У 1572 році переходить на службу до Радзивілла-Сирітки. У 1576 році у Торуні зустрічається з королем Стефанем Баторієм, якого знання Євлашовського вразили. У 1579 році обирається послом від Новогрудського повіту на Варшавський вальний сейм.
Разом з А. Тризною йому було доручено взяти участь у виробленні тексту «Трибуналу» — статуту вищого апеляційного суду Великого князівства Литовського. У 1584 році на посаді судового обвинувача брав участь у сесіях Волковиського, Мінського, Новогрудського і Слонімського повітів. У 1592 році отримує посаду підсудка Новогрудовського земського суду, на якій перебував до 1613 року.

## Мемуари
Є автором «Щоденника» староукраїнською мовою. Подається опис життя шляхти Великого князівства Литовського. У хронологічній послідовності розповів про пережите, намалював яскраві образи своїх сучасників.